# MTV (Italia)
MTV è un canale televisivo tematico italiano a gratuito, edito da Paramount Global Italia, con una programmazione rivolta principalmente a un target giovanile.

## Storia

### La nascita

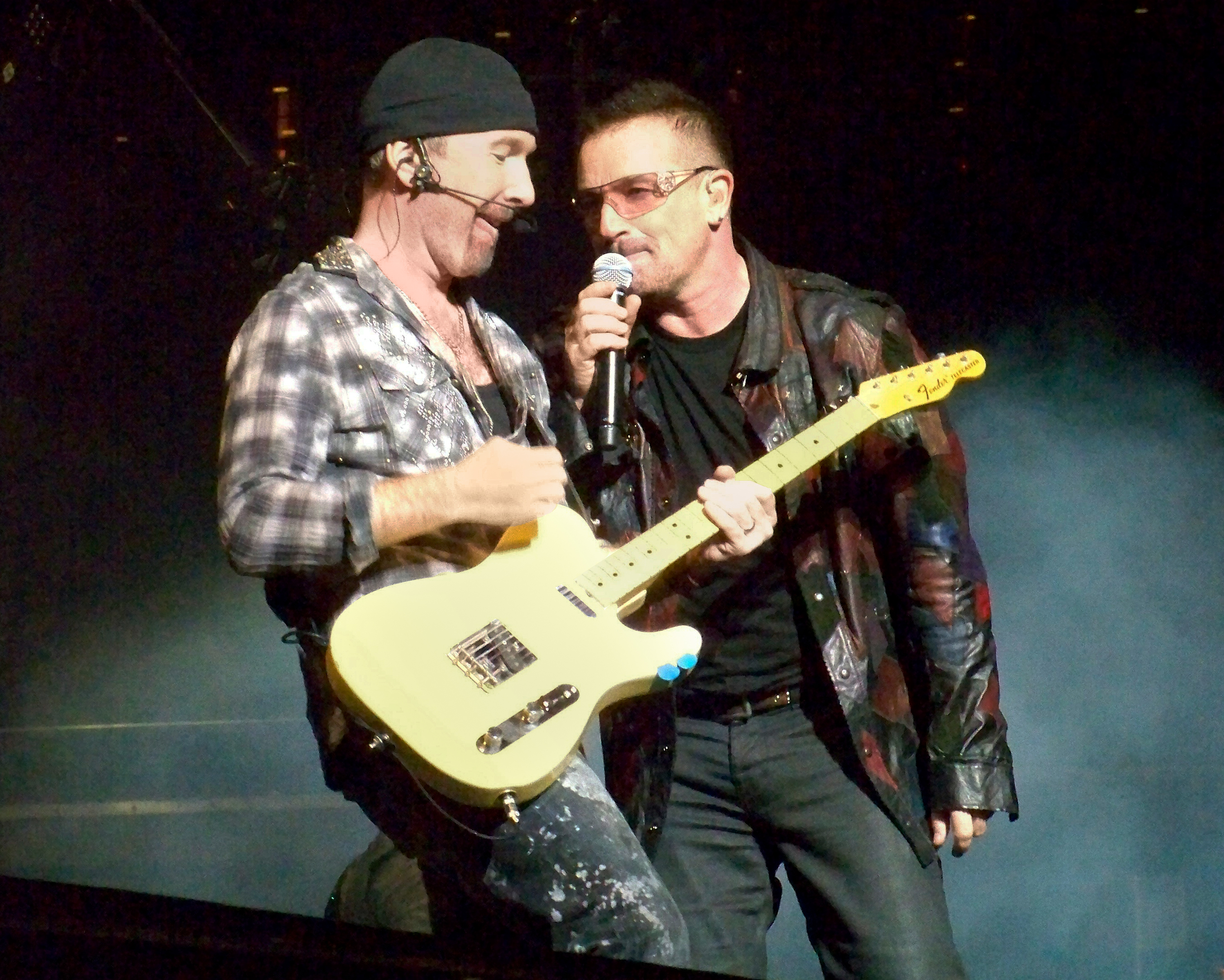
Gli U2 inaugurano l'inizio trasmissioni di MTV in Italia nel 1997.

Il 1º settembre 1997 prendono ufficialmente il via le trasmissioni della versione italiana di MTV con l’MTV Unplugged dei Nirvana, e la rete inizia a trasmettere videoclip in attesa del 20 settembre, il primo MTV Day, concerto di apertura della rete in attesa della trasmissione serale della data italiana degli U2. MTV trasmette su Rete A per 22 ore e mezza al giorno (praticamente tutta la giornata tranne dalle 9:00 alle 10:00 e dalle 19:00 alle 19:30, orari in cui su Rete A andavano ancora in onda Shopping Club, programma di televendite e cartomanti, e il TGA) e anche all'interno della nuova piattaforma satellitare D+ (dove il canale musicale copriva anche gli orari mancanti). Sia Rete A che D+ attingevano il segnale della versione italiana di MTV dalla piattaforma digitale di MTV Networks Europe, dove fino a quel momento era stato indicato come "MTV 3".
Con il lancio di MTV in Italia aumenta la quantità dei programmi in lingua italiana, anche se per quasi tutta la stagione 1997/1998 il palinsesto resta estremamente simile alla storica versione europea: continuano infatti a essere riproposti quasi tutti i programmi paneuropei dell'emittente in lingua inglese non sottotitolati. Con l'arrivo in Italia di MTV debuttano nuovi VJ italiani come Victoria Cabello, Alessandra De Siati e Andrea Pezzi, che naturalmente andavano in onda dagli studi di Londra e si alternavano con gli altri VJ di MTV Networks Europe fino al novembre 1997. Successivamente fa la sua prima apparizione Daniele Bossari su Dancefloor Chart, la classifica dance di MTV, nel marzo 1998, sostituendo l'edizione paneuropea del programma, condotta in inglese da Eden Harel, prima VJ israeliana della versione europea della rete.
Oltre al lancio delle versioni italiane di alcuni programmi, nel 1998 viene concesso sempre più spazio ad Andrea Pezzi, VJ carico di idee tanto particolari quanto innovative; seguono quindi alcuni formati originali da lui ideati come Tokusho e Kitchen. Nell'estate 1998 arrivano altre due nuove VJ, Kris Grove e Kris Reichert, sempre presenti in coppia e meglio note come Kris & Kris. A loro verrà affidata la conduzione di Dancefloor Chart, che presentano ogni settimana fino all'estate 2001. Nel settembre 1998 arriva anche Giorgia Surina, seguita da Marco Maccarini. Con l'aumento dei VJ italiani cresce sempre di più il numero di programmi in lingua italiana e diminuisce lo spazio riservato alle trasmissioni paneuropee.
Il 30 giugno 1998, ad esempio, va in onda l'ultima puntata di Alternative Nation, programma settimanale dedicato alla musica alternativa, indie, elettronica e underground nato il 2 luglio 1995 dalle ceneri di 120 Minutes, uno dei programmi di culto della storia di MTV, sia in Europa che in America. Alla fine di dicembre 1998 anche le leggendarie edizioni paneuropee di Chill Out Zone, Party Zone e Superock lasciano il palinsesto. Questi tre programmi torneranno poi gradualmente a farvi parte negli anni successivi con alcune differenze editoriali rispetto agli spettacoli curati nel Regno Unito.

### LaMTV Regeneratione i 10 anni di MTV in Italia

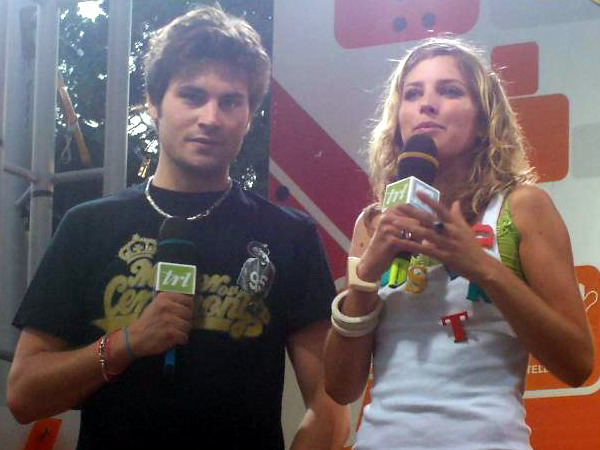
Federico Russo e Carolina Di Domenico conducono Total Request Live da Roma.

Rete A e MTV restano assieme fino al 1º maggio 2001, giorno della MTV Regeneration. Nel 2001, infatti, Telecom Italia Media, ramo della compagnia telefonica Telecom Italia che si occupa di mass media, dopo aver acquistato le frequenze di Telemontecarlo (canale generalista) e TMC 2 (canale anch'esso generalista, ex Videomusic), trasforma rispettivamente le due reti in LA7 e MTV, abbandonando quindi le frequenze di Rete A. Dopo il suo trasferimento su TMC 2, MTV viene in possesso dell'archivio di Videomusic fatto di programmi, interviste, concerti e videoclip inerenti agli anni d'oro della musica italiana e internazionale realizzati in 17 anni di Videomusic e TMC 2. Rete A-MTV diventa dunque Rete A-Viva; il marchio di TMC 2, inizialmente affiancato a quello di MTV, scompare poi definitivamente alcuni mesi dopo (analogamente a quanto accaduto con il marchio di TMC sulla neonata LA7).
Con il cambio di frequenze, il palinsesto di MTV rimane invariato per numerosi anni, introducendo allo stesso tempo numerosi anime e programmi di attualità che hanno da sempre caratterizzato la seconda serata della rete. Proseguono le puntate di Total Request Live che, per l'occasione, si trasferisce definitivamente negli uffici del Centro Culturale Sardo che affacciano su Piazza Duomo, di MTV Select, che nel suo salotto continua ad ospitare numerosi volti del mondo della musica e di Brand:New, programma dedicato a coloro che vogliono scoprire le nuove tendenze musicali. Sono inoltre numerosi gli inediti show lanciati in questo periodo che riescono comunque a godere di un discreto successo: primo tra tutti MTV Supersonic che offre 90 minuti di musica live di uno specifico artista, Videoclash, Loveline, e molti altri ancora.
Tra il 2003 e il 2004 viene inoltre allargata notevolmente l'offerta di MTV sulla piattaforma satellitare Sky Italia con il lancio di MTV Hits, MTV Brand New, Paramount Comedy (che nel 2007 diventerà Comedy Central) e Nickelodeon.
Nel 2007, MTV Italia festeggia i suoi primi dieci anni di vita e per l'occasione il tradizionale appuntamento dell'MTV Day viene spostato per la prima volta da Bologna alle due più importanti città italiane: Roma, in Piazza San Giovanni, e Milano, nella cornice di Piazza del Duomo. Tutti i vj, che nel frattempo avevano abbandonato MTV per proseguire la carriera altrove, si riuniscono in occasione del decimo anniversario della rete. Vengono inoltre rispolverati dagli archivi di MTV Italia numerosi show che hanno fatto la storia della rete, i quali sono stati riproposti sotto forma di classifica, condotta da Francesco Mandelli per rivivere gli anni di gloria del canale. Il 1º ottobre 2007 cominciano su Sky le trasmissioni dei nuovi canali MTV Gold, MTV Pulse e VH1 Europe.

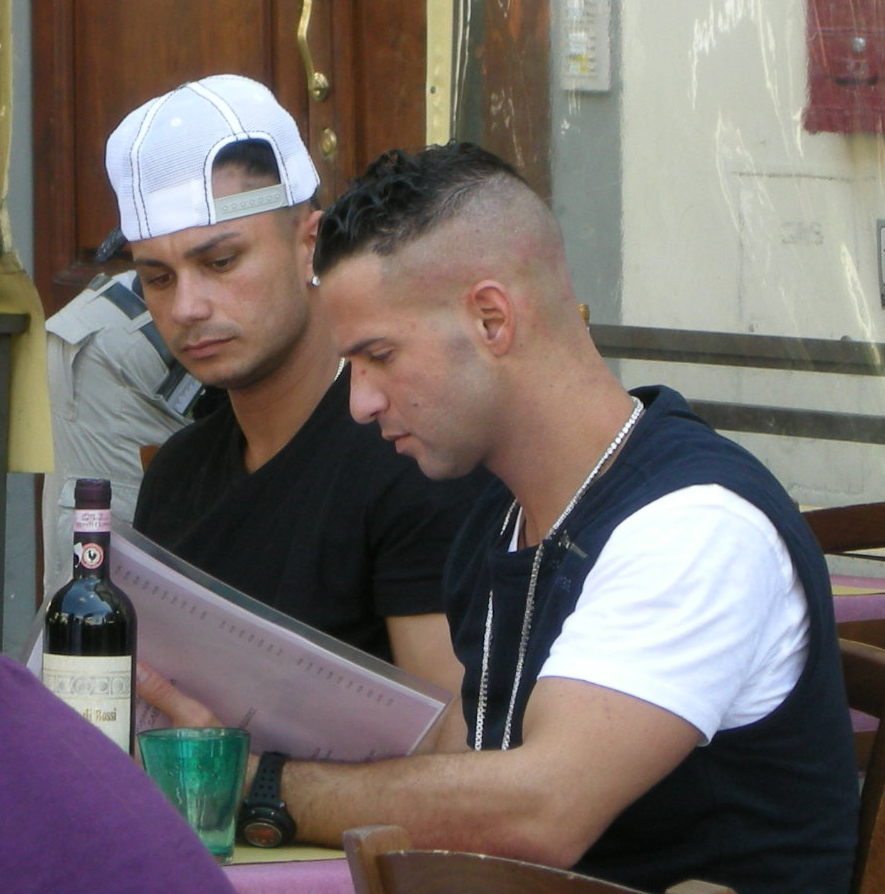
Pauly D e Mike, due dei protagonisti del reality show Jersey Shore, programma di successo negli Stati Uniti.

Con il passare degli anni continuano, però, ad aumentare le produzioni americane non musicali, come A Shot at Love with Tila Tequila, America's Most Smartest Model, The Hills, Jersey Shore, i quali almeno per un primo momento sembrano occupare almeno la seconda — o addirittura la terza — serata di MTV Italia.

### La crisi di MTV
Il 1º luglio 2009 MTV uniforma il suo look a quello delle versioni europee cambiando il logo e tutte le grafiche inerenti ai videoclip musicali. Il nuovo pacchetto di identità è composto da personaggi o temi in versione animata a cui si associa un'interazione del logo; quest'ultimo, per la prima volta nella storia del canale, viene spostato in alto a sinistra e incorniciato in un quadrato bianco. Nel corso dell'anno, MTV Italia vive un momento di difficoltà legato alla crisi che colpisce anche altre emittenti televisive, che si traduce con il mancato rinnovo dei contratti di diversi collaboratori a progetto. Questa decisione provoca il primo sciopero nella storia italiana dell'azienda e le dimostrazioni di solidarietà da parte di ex VJ come Marco Maccarini.
Il 17 maggio 2010 sul digitale terrestre sbarca MTV+ (che poi diventerà MTV Music dal 1º marzo 2011), canale dedicato solamente alla musica. Da questo momento in poi, MTV trasmette perlopiù programmi non musicali italiani e statunitensi, per la maggior parte dedicati all'attualità o al mondo dei giovani. Lo spazio alla musica occupa le prime ore della notte e quelle del primo mattino nei giorni feriali. Alcuni programmi che per un notevole periodo han resistito alla trasformazione di MTV sono stati Hitlist Italia, la classifica dei dischi più venduti in Italia, Total Request Live, la classifica dei 10 video più richiesti dai telespettatori alternati da esibizioni dal vivo ed interviste, e Loveline, programma dedicato al mondo del sesso e del sentimento rivolto a un pubblico di qualsiasi età.
Il 10 gennaio 2011 viene rinnovato nuovamente il carniere dei canali satellitari targati MTV su Sky, con il lancio di MTV Classic (già MTV Gold), MTV Rocks (al posto di MTV Brand New) e MTV Dance (al posto di MTV Pulse), ai quali si aggiunge dopo circa un anno MTV Live HD, che trasmette esclusivamente videoclip e concerti in alta definizione.
Dal 2008 al 2012 l'azienda ha gestito MTV Mobile Italia, un operatore virtuale di telefonia mobile che utilizzava la rete TIM per erogare i propri servizi.

### La svolta generalista
Il 1º luglio 2011 MTV si uniforma alla rispettiva versione statunitense lanciando un nuovo logo, privo della tagline "Music Television", e un nuovo sito web. Dalla stessa data inizia la trasmissione in 16:9. Col nuovo anno, precisamente il 23 febbraio 2012, vengono ufficializzati i cambiamenti della nuova stagione, che vedono l'arrivo di numerose serie televisive statunitensi come Buffy l'ammazzavampiri, Girls, Modern Family, New Girl, nuove produzioni locali ispirate dal successo del docureality Ginnaste - Vite parallele e nuovi format originali per l'Italia come Mario e La prova dell'otto di Caterina Guzzanti.
Conseguentemente si decide di spostare tutta la programmazione musicale su MTV Music, dove continuano a essere trasmesse alcune delle produzioni abbandonate dal canale madre come Behind the Music, Storytellers o Hitlist Italia (quest'ultimo ridotto a semplice contenitore di video), i vari concerti organizzati da MTV in Europa con MTV World Stage, le classifiche dei dischi più venduti e rotazioni dei videoclip principalmente del presente. Su MTV, invece, viene dedicata una parte sempre più esigua del palinsesto alla trasmissione dei videoclip con il contenitore Only Hits, che dapprima occupa le prime ore del mattino, poi quelle della tarda notte, per sparire definitivamente nel 2014. Gli unici programmi musicali che resistono sono dunque i grandi eventi dal vivo come gli MTV Video Music Awards, MTV Europe Music Awards, i TRL Awards (fino al 2012) e gli MTV Awards italiani (dal 2013 al 2017).
Dal 16 settembre 2012 MTV viene rilevato dall'Auditel e, contestualmente, dal 17 settembre 2012 il canale è disponibile nella piattaforma satellitare Tivùsat. Dal 16 ottobre 2013 il canale inizia a trasmettere anche in alta definizione solo sulla piattaforma Sky Italia, retrocedendo dal canale 108 al 121. Inoltre, dal 2015, cominciano a essere trasmessi in prima e seconda serata numerosi film.

### Il passaggio su Sky Italia
Il 13 giugno 2015 il quotidiano la Repubblica annuncia l'acquisto dell'LCN 8 da parte di Sky Italia. L'operazione avviene il 31 luglio, quando Sky acquista la società MTV Italia S.r.l e di conseguenza la posizione 8 del digitale terrestre, lasciando a Viacom la proprietà del marchio MTV (e poi MTV8) fino al 18 febbraio 2016, quando quest'ultimo diventa TV8. Di conseguenza, il giorno dopo viene lanciato il nuovo canale MTV Next, esclusivamente a pagamento all'interno dell'offerta televisiva di Sky Italia con una programmazione simile alla precedente, che dal 28 marzo 2016 ha ripreso il nome originale.
Dal 2016 il volto di MTV Italia è Elettra Lamborghini, che appare spesso sul canale con Super Shore, Riccanza e dal 2017 nello show esclusivo Super Shore all'Italiana e nella seconda stagione di Riccanza.
Dal 4 giugno 2018 passa al canale 130. Dal 26 settembre va in onda Ex on the Beach Italia condotto da Elettra Lamborghini.
Il 21 febbraio 2020 la versione in definizione standard di MTV chiude sul satellite, pur restando visibile su Sky Go fino al 25 marzo 2021.
Il 1º luglio 2021, in seguito ad una riorganizzazione di alcuni canali Sky, si trasferisce sulla LCN 131. Il 14 settembre MTV rinnova logo e grafiche, uniformandosi alla versione statunitense. Il 1 settembre arriverà anche sul dtt lcn 167 al posto di VH1 con un programma televisivo del 10 maggio 2006 il nuovo direttore sarà Donatella Bianchi lascia linea blu dopo 31 anni lascia anche Rai 1 

## Canali tematici

### Attivi
| Logo | Nome      | Inizio trasmissioni | Descrizione |
| ---- | --------- | ------------------- | --- |
|      | MTV Music | 17 maggio 2010      | Nato come MTV+, inizialmente trasmetteva videoclip, classifiche musicali e reality a tema musicale. Dal 1º luglio 2016 è visibile esclusivamente a pagamento su Sky Italia sul canale 704 e, da luglio 2020, anche sul canale 132. Sul digitale terrestre è stato rimpiazzato da VH1. |

### Non più attivi
| Logo | Nome          | Inizio trasmissioni | Fine trasmissioni | Descrizione |
| ---- | ------------- | ------------------- | ----------------- | --- |
|      | MTV Hits      | 28 agosto 2003      | 2 maggio 2020     | |
|      | MTV Brand New | 14 settembre 2003   | 10 gennaio 2011   | Trasmetteva videoclip di brani appartenenti a generi di nicchia, come indie, elettronica e metal. |
|      | MTV Gold      | 1º ottobre 2007     | 10 gennaio 2011   | Trasmetteva brani del passato. È stato sostituito da MTV Classic. |
|      | MTV Pulse     | 1º ottobre 2007     | 10 gennaio 2011   | La sua programmazione era composta dai videoclip dei brani più amati dai giovani. |
|      | MTV Live HD   | 15 settembre 2008   | 1º ottobre 2014   | Lanciato con il nome di MTVNHD, trasmetteva interviste, dietro le quinte, videoclip musicali e concerti da tutto il mondo con la qualità dell'alta definizione. Dal 1º febbraio 2012 al 1º ottobre 2014 il canale è stato visibile a pagamento sulla piattaforma satellitare Sky. |
|      | MTV Classic   | 10 gennaio 2011     | 1º agosto 2015    | Era visibile esclusivamente a pagamento su Sky Italia sul canale 705. La sua programmazione si componeva di videoclip di brani del passato, databili dagli anni '70 agli anni '90.                                                                                                |
|      | MTV Rocks     | 10 gennaio 2011     | 2 maggio 2020     | Aveva una programmazione composta da videoclip e classifiche di brani rock e alternative. |
|      | MTV Dance     | 27 maggio 2014      | 1º agosto 2015    | Aveva una programmazione composta da videoclip e classifiche di brani dance, house e tutti i loro sottinsiemi. |

## Palinsesto

### Attualmente in onda
Vengono qui di seguito elencati i programmi che sono attualmente in onda su MTV.

#### Video a rotazione
- Yo! MTV Raps
- 100% Music
- M is for Music[14]
- MTV Breakfast Club[15]

#### Reality show
- Acapulco Shore
- Ex on the Beach - La rivincita degli ex
- Ex on the Beach Italia
- Geordie Shore
- Just Tattoo of Us
- MTV Floribama Shore
- Super Shore
- True lover or True lies

#### Documentari
- 16 anni e incinta
- Friendzone: Amici o Fidanzati?
- Il testimone (repliche)
- Pimp My Ride
- Plain Jane - La Nuova Me
- Teenager in crisi di peso
- Teen Cribs
- The Ride

#### Show
- Catfish: false identità
- Ridiculousness - Veri American Idiots
- Ridiculousness Italia
- Riccanza
- Prank and the City
- I soliti idioti (repliche)
- Super Shore all'Italiana (produzione originale MTV Italia)
- Italia Shore

#### Serie TV
- Lex & Presley
- Diario di una nerd superstar
- Faking it - Più che amiche
- Fear the Walking Dead
- Into the Badlands
- Mia and Me

#### Intrattenimento
- MTV Awards (2013)
- Behind The Music - Dentro La Musica (1997 – 2006, 2009)
- MTV Cribs (2000 – 2015)
- MTV Digital Days (2013)
- MTV Europe Music Awards (1997)
- Guy Code - Guida Galattica Per Uomini Veri (2012)
- MTV Hip Hop Awards (dicembre 2012)
- Isle of MTV (2002)
- I soliti idioti (2009 – 2015)
- The Big Lez Show (2013)
- La prova dell'otto (2013)
- MTV Movie Awards (1998 – 2015)
- Only Hits (2010 - 2015)
- Pop Up Video (2012)
- Pranked (2009 – 2012)
- MTV Spit (2012 - 2014)
- MTV Video Music Awards (1997 – 2014)
- MTV @ The Movies (2009 – 2010)
- Celebrity Style Story (2013)
- Il Tempo della Politica (2008)
- MTV Making the Movie (1997 – 2010)
- MTV News (2010)
- Romanzo Personale (2013)
- Tutti a casa: la politica fatta dai ragazzi (2013)
- World AIDS Day (2001 – 2014)
- MTV 10 The Most (2007)
- MTV Amour (1997)
- The Andy Dick Show (2001 – 2002)
- The Andy Milonakis Show (2005 – 2007)
- Barrio 19 (2007)
- MTV Bathroom (2006)
- Beach House (1997)
- Becoming (2001)
- MTV.Best.Show.Ever (2007 – 2008)
- Black Box (2008)
- The Buried Life - Cosa Vorresti Fare Prima Di Morire? (2010 - 2011)
- Call To Greatness (2006)
- Ca'volo (2001)
- Central Station (2009)
- MTV Comedy Lab (2004 – 2005)
- MTV Confidential (2008 – 2009)
- Coyote (2002)
- Dogg After Dark (2009)
- The Dudesons In America (2010)
- Fast Inc. (2006)
- Films In 60 Minutes (2009)
- Flash Prank (2011 - 2012)
- Freedom to Move (2007)
- The Fuccons (2005 - 2006)
- Fur TV (2008)
- Girl's Night (2004)
- Hanging Out (1997)
- Hot (1997)
- Human Giant (2008, 2010)
- I Cauboi (2002)
- Italo Spagnolo/Francese/Americano Homeless Edition (2006 – 2008)
- Jackass (2001 – 2003)
- Kitchen (1997 – 2001)
- Knock-Out
- Lazarus (2008)
- Little Britain (2007 - 2010)
- Lo Zoo di 105 (2009)
- MTV Mad (2000 – 2001)
- Made in Sud (2009)
- Megadrive (2011)
- Moving In (2011)
- I Munchies (2004 – 2006)
- Neurovisione (2008 – 2009)
- Nitro Circus (2009)
- Nobile Mobile (2009)
- Nu Edge (2003 – 2004)
- One Day (2007)
- Pavlov (2003 – 2004)
- Peak Season (2010)
- Pets (2003 – 2004)
- Pimp My Wheels (2005 – 2006)
- Punk'd (2003 – 2007, 2012)
- The QOOB Show - Il Meglio del canale digitale (2008 – 2009)
- Road To Rome (2004)
- MTV Road Trip (2004)
- Room 401 (2007)
- Scarred (2007 – 2008)
- School in action (2005 – 2007)
- Sexy Dolls (2002)
- The Short List (2010)
- MTV Shorts (1997 – 2010)
- Slips (2010)
- Stankervision (2010)
- Stasera niente MTV (2008)
- Sushi (2002)
- Switch Trip (2006)
- Talk @ Playground (2009, 2011)
- Tiziana (1999)
- Tokusho (1997 – 1998)
- MTV Top 10 (2009 - 2011)
- Trippin' (2005)
- Very Victoria (2005 – 2008)
- Videovacation (2005)
- Viva La Bam (2003 – 2005)
- Viva Las Vegas (2005)
- MTV Weekends Special (1997 – 1998)
- Wild Boyz (2005 – 2006)
- Wonder Showzen (2010)

#### Reality show
- Acapulco Shore (dal 2015)
- Ballerini - Dietro il sipario (2013 – 2014)
- Calciatori - Giovani speranze (dal 2012)
- Club privè - Ti presento i Dogo (2012 - 2013)
- The Family Crews (2011)
- Gandía Shore (dal 2013)
- Geordie Shore (dal 2012)
- Ginnaste - Vite parallele (2011 - 2016)
- Giovani sposi (2013 – 2014)
- MTV Made (2003 – 2012)
- Motorhome - Piloti di famiglia (2014 - 2015)
- Teen Mom (2009 - 2011)
- Snooki & Jwoww (2012 - 2013)
- Teenager In Crisi Di Peso (2011 - 2015)
- The Valleys (2013 - 2015)

#### Serie TV
- 10 cose che odio di te (2010 - 2011)
- 2ge+her (Together) (2000)
- Blue Mountain State (2010)
- Boys and Girls (2001)
- Bradipo (2001 – 2003)
- Coupling (2001 – 2004)
- Dead Set (2010)
- Death Valley (2012)
- Degrassi: The Next Generation (2012)
- Garo (2007)
- Girls (2012)
- Greek - La confraternita (2008 – 2012)
- Hard Times - Tempi duri per RJ Berger (2010 - 2011)
- Hollywood Heights - Vita da popstar (2013)
- I Hate My 30's (2008)
- The Inbetweeners (2010)
- Kebab for Breakfast (2007 – 2009)
- Killer Net (1998)
- La vita segreta di una teenager americana (2009 – 2011)
- Life As We Know It (2005 – 2006)
- Lolle (2006 – 2007)
- Mario (2013 - 2014)
- Modern Family (2012 - 2015)
- Niñas mal (2010)
- New Girl (2012 - 2015)
- The Office (2006)
- Perfetti... ma non troppo (2004 – 2007)
- Popland! (2012)
- Reaper - In missione per il Diavolo (2008 – 2010)
- Scrubs - Medici ai primi ferri (2003 – 2010)
- Skins (2007 – 2010)
- So NoTORIous (2006)
- Teen Wolf (2012)
- That '70s Show (2004)
- True Blood (2010)
- Undressed (1999 – 2003)
- Valemont (2010)

#### Programmi musicali
- MTV 10 of The Best (2006 – 2010)
- 10 Years Of Number One (1997)
- 3x1 (1997 – 2006)
- MTV Absolutely 80's/90's/Star (2004 – 2005)
- Alternative Nation (1997)
- A Night with... (1998, 2006 – 2007)
- Best Of (2005)
- Biorythm (2010 - 2011)
- MTV Brand:New (1999 – 2010)
- Cercasi VJ (1998, 2003)
- MTV Chart Blast (2009)
- MTV Charts (1997 – 2004)
- Top Selection (2002 – 2004)
- Classic Albums (2010)
- Coca Cola Lip Dub @ MTV (2011)
- MTV Cookies (2007 – 2008)
- Dai Canta! (2012)
- Dancefloor Chart (1997 – 2004)
- Dance Show (2004 – 2005)
- DFC Miller Tour / Special Disco (2004)
- Dial MTV (1997)
- Diary Of... (2000 – 2006)
- Disco 2000 (2000 – 2001)
- Driven (1999 – 2003)
- MTV En Cuba (2003)
- MTV Essential (2010)
- Essential (2008)
- MTV Euro Top 20 (1997 - 2011)
- MTV Fresh (1998)
- Hitlist Italia (1999 – 2011)
- Italian Music What's Next (1997)
- Karaoke Box (2011 - 2012)
- MTV Live (1997 – 2010)
- Live @ MTV.IT/Your Place/Your School (2007 – 2009)
- Lost In Lisbona (2009)
- Lovetest (2009 – 2011)
- Mad4Hits (1998)
- MTV Making the Video (1999 – 2010)
- Matchmaker (1999 – 2004)
- MTV Meets (2009)
- MTV Mobile Chart (2005 – 2007)
- MTV Mobile Chat (2011)
- Most Wanted (2004 – 2005)
- MTV Music.Com Live Session (2010)
- New Italians (1997)
- MTV On the beach (1998 – 2004)
- Our Noise / Your Noise (2006 – 2008)
- MTV Playground (2004 – 2007)
- Premio Italiano Musica (1997)
- MTV Rock (2001)
- VH1 Rock Docs (2010)
- Rock In Rebibbia (2008)
- Roma Live (2000 – 2001)
- Say What? (2000 – 2002)
- MTV Select (1998 – 2004)
- Sonic (1997 – 1999)
- MTV Special (1997 – 2010)
- Star Wars (2006 – 2009)
- MTV Storytellers (2005 – 2010)
- MTV Supersonic (2001, 2003, 2006)
- MTV The Most (2008 – 2009)
- MTV The Summer Song (2009 - 2010)
- Top 100 (1995 – 2010)
- Total Request Live (1999 – 2010)
- MTV Ultrasounds (2008)
- MTV Unplugged (1997 – 1999, 2001, 2002, 2005, 2007 – 2010)
- MTV Vaults (2008 – 2009)
- Videoclash (2001 – 2002)
- Videography (1997 – 2009)

#### Video a rotazione
- Chill Out Zone (1997 – 2010)
- MTV Gold (2007 – 2008)
- Hits Non Stop (1997 – 2006)
- Insomnia (2006 – 2010)
- Into the Music (2006 – 2010)
- Party Zone (1997 – 2011)
- Pure Morning (1997 – 2010)
- So '80s (1997 – 2008)
- So '90s (2001 – 2008)
- Summer Hits (1998 – 2010)
- Superock (1997 – 2010)
- Wake Up (1997 – 2010)

#### Eventi
- MTV Africa Music Awards (2008)
- BET Awards (2009)
- MTV Brand:New Nights (2003 – 2009)
- MTV Celebrates (2009)
- Club Generation (2004 – 2005)
- Coca Cola Live @ MTV (2003 – 2010)
- MTV Crazy Week (2005)
- MTV Cribs Awards (2009)
- MTV Day (1998 – 2009)
- MTV Days (2010 - 2012)
- Download Day (2009)
- MTV Friday Fever (2006)
- MTV Hip Hop Week (2005)
- MTV Hot & Love Week (2005)
- Live Earth (2007)
- Los Premios Latino (2006 – 2009)
- MTV Mobile Live (2008 – 2009)
- MTV Music Week (2005 – 2009)
- No Mafie Day (2008)
- MTV Oldies But Goldies Week (2005)
- Stand Up Day (2007 – 2008)
- MTV Sunset (2004 – 2008)
- MTV Super Friday (2009)
- TRL Awards (2006 – 2012)
- MTV Wanna Be Week (2005)
- Week In Rock (1999)

#### Informazione e approfondimento
- MTV 4 Peace (2009)
- All Access (2003 – 2009)
- All Eyes On (2003 – 2006)
- A Scuola Di Emozioni (2010)
- Avere Ventanni (2004 – 2007)
- The Bedroom Diaries (2009)
- Behind the Scenes (1997 – 2006)
- Behind the Screen (2010)
- Busted (2009 – 2010)
- Celebrity Bites (2010)
- Cinematic (1998 – 2001)
- Crispy News (2007 – 2010)
- Drug Line (2004)
- MTV Element (2010)
- E.T. - Entertainment Today (2001)
- Fabri Fibra: In Italia (2010)
- The Fabulous Life of... (2003 – 2009)
- Famous Crime Scene (2010)
- Flash (2000 – 2010)
- Loveline (2001 – 2008, 2010)
- Never Before Scene (2006 – 2008)
- News (2001 – 2010)
- No Excuse 2015 (2005 – 2008)
- Non cresce l'erba (2012)
- Play 4 Your Rights (2008)
- Prof. Sex (2012)
- Pugni in tasca (2007 – 2008)
- Radio Emilia 5.9 - La mia vita dopo il terremoto (2013)
- Retrosexual: The 80's (2004)
- Sex... With Mom And Dad (2009)
- MTV Sports (1998)
- Stylissimo! (1998 – 1999)
- Tocca a noi (2008 – 2009)
- True Line (2005)
- Voice (2006)
- When I Was 17 (2011 – 2012)

#### Game show
- Best Driver (2008 – 2009)
- Fist of Zen (2008 – 2009)
- Kiss & Tell (2002 – 2003)
- Navigator (2011)
- Trick It Out (2005)
- Vale tutto (2007, 2009 - 2010)

#### Reality show
- The 70's House (2005)
- 8th & Ocean (2006)
- A Double Shot at Love with the Ikki Twins (2009)
- America's Most Smartest Model (2009)
- A Shot at Love with Tila Tequila (2008)
- The Assistant (2004)
- Audrina (2011)
- Bam's Unholy union (2007)
- Brooke Knows Best (2009 – 2010)
- Burned (2003)
- Camp Jim (2004 – 2005)
- Chelsea Settles - Una Vita XXL (2012)
- The City (2010)
- Daddy's Girls (2009)
- MTV Exiled (2008)
- Fashion House (2003)
- MTV's Fear (2000 – 2002)
- From G's To Gents (2008 – 2009)
- The Hills (2006 – 2010)
- Hogan Knows Best (2005 – 2008)
- Jersey Shore (2010)
- Jessica Simpson's The Price Of Beauty (2010)
- Laguna Beach - The Real Orange County (2004 – 2007)
- Life Of Ryan - Vita Da Skater (2007 – 2009)
- Meet The Barkers (2005 – 2006)
- Motormouth (2005)
- My Life As Liz (2010 - 2011)
- My Super Sweet 16 (2005 – 2008, 2011 - 2012)
- Newlyweds - Nick And Jessica (2003 – 2005)
- Gli Osbourne (2002 – 2005)
- Pageant Place (2008)
- Paris Hilton's My New BFF (Best Friend Forever) (2008 – 2011)
- Pauly D: Da Jersey Shore a Las Vegas (2012)
- PR - Power Girls (2005)
- Ragazzi in gabbia (2012)
- The Real World (2003, 2008)
- Rob & Big (2007 – 2008)
- Run's House (2006 – 2010)
- Scream Queens (2009 - 2010)
- Surf Girls (2003)
- That's Amorè! (2008)
- 'Til Death Do Us Part - Carmen And Dave (2004)
- MTV Trip (2000 – 2002)
- Two-A-Days (2008)
- Wakebrothers - Fratelli Rivali (2013)
- Why Can't I Be You? (2007)

#### Reality musicali
- MTV The Cut (1998)
- Breaking From Above (2011)
- Bust-A-Move (2009)
- Buzzin' (2008)
- MTV A Cut (2005)
- Cheyenne (2006)
- Dancelife - J-Lo Project (2007)
- Flight of the Conchords (2010 - 2011)
- Hip Hop Candy (2004)
- Hilary Duff: This Is Now (2007)
- Making The Band (2008)
- Operazione Soundwave (2007 – 2008)
- The Pussycat Dolls Present (2007 - 2008)
- Randy Jackson Present: America's Best Dance Crew (2009 – 2012)
- Taking The Stage (2010)
- Wade Robson Project (2003)

#### Reality game
- Boiling Points (2003 – 2008)
- Can't Get a Date (2006)
- Date My Mom (2004 – 2006)
- Disaster Date (2010 - 2012)
- Dismissed (2002 – 2005)
- Final Fu (2006)
- My Own (2006)
- Next (2005 – 2009)
- One Bad Trip (2003)
- Parental Control (2005 – 2010)
- The Real World/Road Rules Challenge (2005 - 2006)
- Road Rules (2004)
- Room Raiders (2003 – 2010)
- Senseless (2006)
- MTV Taildaters (2002 – 2003)
- Wanna Come In? (2005 – 2006)
- The X-Effect (2008 – 2009)

#### Cartoni animati
- Æon Flux (1998)
- Barbapapà (1998 – 2013)
- Beavis & Butt-head (1998 – 1999, 2012)
- The Boondocks (2006 – 2008)
- Celebrity Deathmatch (1998 – 2002, 2006)
- Crash Canyon (2012)
- Daria (1998 – 2002)
- Downtown (1999 – 2000)
- Fur TV  (2008-2009)
- Happy Tree Friends (2006-2018)
- The Head (1997 – 2001)
- The Maxx  (1995)
- Pets  (2001-2002)
- Pets Show  (2003)
- South Park (2006 – in onda)
- Spy Groove (2000 – 2002)
- Spider-Man: The New Animated Series (2013)
- Station Zero (1999)
- SAT Super Adventure Team (1998)
- Where my dogs at? (2007)
- Usavich (2010)

#### Anime
- Abenobashi - Il quartiere commerciale di magia (2005)
- Alexander - Cronache di guerra di Alessandro il Grande (2000)
- Aquarion (2006)
- Beck - Mongolian Chop Squad (2006 – 2007)
- Bem il mostro umano (2002)
- Black Lagoon (2007 – 2008)
- Blue submarine no. 6 (2001)
- Cinderella Boy (2004)
- City Hunter (2004 – 2005)
- Cowboy Bebop (1999 – 2000)
- Daitarn 3 (2006 – 2007)
- Death Note (2008 – 2009)
- Excel Saga (2001)
- FLCL (2005)
- Fullmetal Alchemist (2006 – 2007)
- Fullmetal Alchemist: Brotherhood (2009 – 2010)
- Full Metal Panic! (2003 – 2004)
- Full Metal Panic? Fumoffu (2005 – 2006)
- Full Metal Panic! The Second Raid (2008 – 2009)
- Gintama (2007 – 2008)
- Golden Boy (1999)
- Great Teacher Onizuka (2002 – 2004)
- I cieli di Escaflowne (2000 – 2001)
- Inuyasha (2001, 2004 – 2007)
- Inuyasha The Final Act (2010 - 2011)
- Ken il guerriero - La trilogia (2005)
- Kenshin Samurai vagabondo - Memorie del passato (2005)
- Last Exile (2004)
- Le situazioni di Lui & Lei (2002)
- Lo stregone Orphen (2004)
- Master Mosquiton (2000)
- Michiko e Hatchin (2009)
- Nabari (2008 – 2009)
- Najica Blitz Tactics (2008)
- Nana (2007 – 2008)
- Neon Genesis Evangelion (2001 – 2002)
- Punta al Top 2! Diebuster (2008)
- Ranma ½ (2002 – 2005)
- Saiyuki - La leggenda del demone dell'illusione (2002 – 2003)
- Slam Dunk (2000 – 2001)
- Time of Eve (2008 – 2009)
- Trigun (2000 - 2001)
- Wolf's Rain (2004 – 2006)
- Yu Yu Hakusho (2002, 2006)

## Conduttori e VJ
La figura del VJ risale alla nascita del canale statunitense MTV nel 1981, per essere poi riproposta nella versione italiana del canale. I VJ che si sono succeduti negli anni sono stati numerosi: fra i volti noti, vi sono stati Enrico Silvestrin, Andrea Pezzi, Fabio Volo, Victoria Cabello, Camila Raznovich, Giorgia Surina, Marco Maccarini, Alessandro Cattelan, Paola Maugeri, Valeria Bilello, Francesco Mandelli, Federico Russo, Carolina Di Domenico, Daniele Bossari. Tramite il programma Cercasi VJ, una sorta di video-casting, alcuni ragazzi sono diventati conduttori della rete. Con la radicale trasformazione del canale, divenuto rete generalista, oltre ai programmi musicali scompare anche la figura del VJ.
- Alessandra De Siati
- Alessandro Arcodia
- Alessandro Cattelan
- Alex Infascelli
- Ambra Angiolini
- Angela Rafanelli
- Andrea Cadioli
- Andrea Pezzi
- Brenda Lodigiani
- Camila Raznovich
- Carlo Pastore
- Carolina Di Domenico
- Chiara Ricci
- Daniele Bossari
- Elena Santarelli
- Elettra Lamborghini
- Elisabetta Canalis
- Enrico Silvestrin
- Fabio Volo
- Fabri Fibra
- Fabrizio Biggio
- Fanny Fidenzio
- Federico Russo
- Francesco Mandelli
- Gemelli Diversi
- Giorgia Surina
- Giorgio Pasotti
- Gip
- Ignazio Raso
- Kris & Kris
- Luca Bizzarri
- Maccio Capatonda
- Mao
- Marcello Martini
- Marco Cocci
- Marco Maccarini
- Mario Adinolfi
- Marracash
- Massimo Coppola
- Nanà
- Paola Maugeri
- Paolo Kessisoglu
- Paolo Ruffini
- Pif
- Rodrigo Caravita
- Sabrina Nobile
- Valentina Correani
- Valeria Bilello
- Vesna Luisi
- Victor Chissano
- Victoria Cabello
- Wintana Rezene
- Zero Assoluto

## Direttori
| Nome                    | Periodo   |
| ----------------------- | --------- |
| Antonio Campo Dall'Orto | 1997-2011 |
| Antonella Di Lazzaro    | 2011-2014 |
| Giuliano Tranquilli     | 2014-2015 |
| Cecilia Padula          | dal 2016  |

## Notiziari
Il racconto dell'attualità è stato e continua a essere una delle componenti fondamentali dell'offerta editoriale di MTV Italia.
Fino al 28 febbraio 2010 andava in onda il notiziario Flash, la cui linea editoriale si fondava su esteri, attualità, cronaca e politica legata al mondo dei giovani, cultura, spettacolo e sport. Nel corso degli anni MTV Italia produce numerosissimi, speciali, reportage e talk show dedicati all'attualità e all'informazione. Da ricordare tra il 2000 e il 2001 True Life Italia: serie di documentari che approfondiscono tematiche di rilevanza sociale. Programmi settimanali di approfondimento in studio e talk show (Drugline condotto da Camila Raznovich, sull'informazione e prevenzione nell'uso di droghe – 2004; Voice condotto da Camilla Raznovich su temi di attualità – 2006; Pugni in tasca, talk show condotto da Mario Adinolfi e dedicato all'attualità giovanile (stagione 2007-2008)
Dal 2004 al 2007 MTV Italia ha prodotto e trasmesso Avere vent'anni, serie documentaristica scritta e condotta da Massimo Coppola, oltre 50 reportage sulla condizione sociale, lavorativa, culturale e religiosa dei giovani in Italia. Fra i tanti servizi dello show anche l'intervista ai lavoratori della ThyssenKrupp qualche anno prima dei tragici avvenimenti di Torino.
Dal 1º marzo 2010 MTV Italia lancia il suo nuovo notiziario MTV News, che racconta un reportage di attualità sui giovani italiani. Finora oltre 500 le storie raccontate, con un mosaico che fotografa in presa diretta la realtà dei ragazzi. Il programma raccoglie consensi e riconoscimenti importanti come il Premio Ilaria Alpi (2011 - Miglior Reportage Lungo per Libia: i ragazzi e la Rivoluzione; 2007 – Miglior documentario lungo per No Excuse Speciale: I capitani al World Social Forum 2007); l'International Civis Media Prize 2009 (Miglior documentario europeo lungo per True Life: Lampedusa porta d'Europa); Premio Sodalitas per il Giornalismo Sociale 2009 (Miglior documentario per True Life: Lampedusa porta d'Europa). MTV News chiude il 31 luglio 2015, in seguito all'acquisto del canale 8 del digitale terrestre da parte di Sky Italia (la quale lancia il nuovo canale TV8) e il conseguente passaggio sulla piattaforma Sky di MTV.

## MTV Video (Teletext)
Dal 2000 al 2010 MTV Video è stato il teletext del canale e forniva classifiche musicali, il suo palinsesto e quello di LA7 e la descrizione dei programmi che andavano in onda, pubblicità di suonerie e altro. 
Il servizio era disponibile solo sul canale principale di MTV Italia. 
MTV Video nacque dopo il trasloco dalle frequenze di Rete A a quelle di TMC 2.

## Comunicazione sociale
Fin dai suoi esordi in Italia, MTV ha prodotto campagne di sensibilizzazione dedicate a temi come effetti delle droghe, sessualità, AIDS, sicurezza stradale, abuso di alcool, sotto il brand “Free your Mind”. Accanto alle campagne sono stati sviluppati numerosi documentari e programmi di approfondimento sulle stesse tematiche. Ad esempio, MTV ha dedicato alla prevenzione dell'AIDS una giornata di programmazione speciale (il 1º dicembre) informando diffusamente sulla prevenzione.
Nel 2005 è stata lanciata la campagna sociale di Mtv Italia per “No Excuse 2005”, contro la povertà estrema e per uno sviluppo mondiale sostenibile, in collaborazione con le Nazioni Unite. La campagna si è conclusa nel 2007 con la pubblicazione di un “Libro Bianco” con le richieste dei giovani italiani alle istituzioni per un futuro globale migliore.
Anche l'ambiente e lo sviluppo sostenibile sono sempre stati al centro delle attività sociali di MTV (con spot, reportage, giornate speciali, organizzazione di concerti e manifestazioni a impatto zero), tanto che, proprio alla luce dell'impegno di MTV in campo ambientale, Al Gore ha concesso l'esclusiva in Italia al canale per la trasmissione nel 2007 del concerto Live Earth, trasmesso per 24 ore in collaborazione con La7.
Dal 2004 al 2009 MTV ha sviluppato anche una comunicazione sociale dedicata alla legalità e alla lotta alle mafie, con le giornate speciali “No Mafie”, eventi sul territorio, reportage, inchieste e spot.
Nel novembre 2008 ha creato la campagna “Tocca a Noi”, il primo esperimento di web-democracy creato da una rete televisiva per far scrivere ai ragazzi e portare in parlamento una legge di iniziativa popolare. La campagna si compone di spot, programmi, eventi speciali sul territorio, attività nelle università per la stesura delle proposte di legge e la raccolta delle firme utili per presentare la proposta di legge di iniziativa popolare, Tra il 2008 e il 2010 circa 2 milioni di giovani italiani partecipano in vario modo al progetto.
Nel 2010 MTV lancia “Io Voto”, campagna multimediale per spingere i giovani alla partecipazione sociale e politica attraverso il voto e la candidatura personale a partire dalla scuola fino ad arrivare in Parlamento al fine di creare la classe dirigente del futuro.

## Loghi

1997-2011
2011-2021[17]
2015-2016
In uso dal 2021